# Khandibagur, Hirekerur
Khandibagur là một làng thuộc tehsil Hirekerur, huyện Haveri, bang Karnataka, Ấn Độ.